# Shōmu
Shōmu o Shōmu Tennō (聖武天皇, Shōmu Tennō; Yamato, 701-Nara, 2 de maig de 756), de nom personal Obito, considerat el quaranta-cinquè emperador del Japó de 724 a 749, segons el llistat tradicional.
Succeí la seva tieta Genshō (715-724), que va exercir com a emperadriu durant la seva minoria d'edat, durant la qual va ser declarat príncep el 714, mentre que el 719 participava per primera vegada en assumptes polítics. Estava vinculat a la família Fujiwara a través de la seva mare, l'emperadriu Kyūshi, filla de Fujiwara no Fuhito. El 729 la seva consort, Kōmyō, també filla de Fuhito, va ser declarada emperadriu, trencant la tradició per la qual totes les emperadrius consorts havien de ser princeses imperials.
Va canviar la capital de lloc diverses vegades, de Heijo-kyō a Kuni no Miya, Naniwa i Shigara-kyō, retornant a Heijo-kyō l'any 745.
Ell i la seva consort van ser budistes devots i durant el seu regnat el budisme es va convertir de facto en la religió oficial de l'estat, intentant crear una estructura budista arreu del territori només comparable a burocràcia estatal. Va ordenar la construcció d'un temple kokubunji a cada província. A més, va fer construir el Tōdai-ji, com a temple central, i una estàtua del Gran Buda a Nara. El 752 dedicà a aquest Buda un discurs on es declarava esclau de les tres coses precioses: Buda, la llei budista i l'església. Tota aquesta política d'afavorir el budisme i la construcció d'edificis i artefactes va provocar va esgotar el tresor imperial.
Abdicà en favor de la seva filla, Kōken (749) i va esdevenir monjo budista adoptant el nom Shōman. Quan va morir, els objectes rituals utilitzats durant el seu discurs el 752 van ser desades a un magatzem imperial anomenat Shōsōin, a Nara, on encara es troben actualment.
Va ser enterrat en un mausoleu a Sahoyama no Minami no Misasagi, a Nara.